# Радле-об-Дравы
Радле-об-Дравы (словен. Radlje ob Dravi, нем. Marenberg) — поселение и община в северной части Словении, в исторической области Нижняя Штирия, входит также в состав статистического региона Корошка. Население всей общины по данным переписи 2002 года — 6 148 человек.

## Название
Название поселения Маренберг было изменено на Радле-об-Дравы в 1952 году. Это было сделано согласно Закону 1948 года о названиях поселений и наименованиях площадей, улиц и строений в рамках усилий послевоенных коммунистических властей Словении удалить немецкие названия среди топонимов.

## Достопримечательности
Приходская церковь в Радле-об-Дравы посвящена святому Михаилу и относится к архиепархии Марибора. Эта готическая церковь XV века, которая была реставрирована в начале XVIII века в барочном стиле.
Большое здание в барочном стиле на западном конце поселения раньше служило доминиканским монастырём. Он был основан в 1251 году и являлся крупным земельным собственником в районе.  После экспроприации земель монастырей австрийским императором Иосифом II, монастырская церковь в честь Благовещения Девы Марии была снесена.

## Известные уроженцы
Известные люди, которые родились или жили в Радле-об-Дравы:
- Роберт Корен (1980–), футболист